# Accident d'un Boeing 727 de Talia Airways
Le 27 février 1988, un Boeing 727-200 de Talia Airways, effectuant un vol de convoyage pour le compte de JAT Airways, s'est écrasé sur le versant d'une montagne dans la chaîne de Kyrenia, à Chypre, lors de l'approche vers l'aéroport international d'Ercan. Les 15 personnes à bord de l'avion sont tous morts dans l'accident et l'incendie qui a suivi.

## Contexte
L'avion de Talia Airways effectuait un vol entre l'aéroport Atatürk d'Istanbul et l'aéroport international d'Ercan, dans le nord de Chypre. Il effectuait le vol presque à vide, afin de récupérer 160 passagers et de les ramener en Finlande.
L'appareil impliqué était un Boeing 727-2H9 construit en 1974, immatriculé TC-AKD (numéro de série 20930/1044) et propulsé par trois moteurs Pratt & Whitney JT8D-9A. Cet avion appartenait à la compagnie aérienne yougoslave JAT Airways et était loué à Talia Airways.
L'avion transportait treize membres d'équipage et seulement deux passagers. Sept membres de l'équipage étaient yougoslaves, deux des hôtesses de l'air étaient britanniques et le reste de l'équipage était turc. Les deux passagers étaient un cadre supérieur de Talia Airways et sa femme.

## Accident
Alors que le 727 était en approche par le nord, le contrôle aérien a informé les pilotes d'utiliser le VOR à 6 000 pieds (1 800 m), mais ils ont fait descendre l'avion à 2 000 pieds (610 m). Cette descente les a emmenés droit dans la chaîne de montagnes de Kyrenia, qui culmine alors à 3 130 pieds (950 m). À ce stade, l'avion se trouvait à 24 km de l'aéroport international d'Ercan.
Lorsque les pilotes ont vu le relief devant eux, ils ont essayé de virer à gauche, mais l'avion s'est écrasé dans la montagne à 10 h 20 (heure locale), à peine dix minutes avant l'heure prévue d'atterrissage ; la partie arrière de l'avion s'étant écrasé sur le côté nord de la montagne, tandis que les débris de la partie avant ont été projeté sur le côté sud.
Lorsque les services de secours sont arrivés sur les lieux, ils ont constaté que les débris étaient éparpillés sur une grande surface et que la majorités des corps étaient calcinés.
Les sources divergent sur la répartition des occupants à bord, mais il est admis que 15 personnes sont mortes, toutes se trouvant à bord de l'avion ; personne n'a été blessé ou tué au sol. Les corps des hôtesses de l'air étaient si carbonisés qu'il était très difficile de les identifier formellement, et certains des corps ont été envoyés aux mauvaises familles.
Une équipe de cinq membres du ministère turc des Transports s'est rendue dans le nord de Chypre le lendemain de l'accident pour enquêter.

## Conséquences

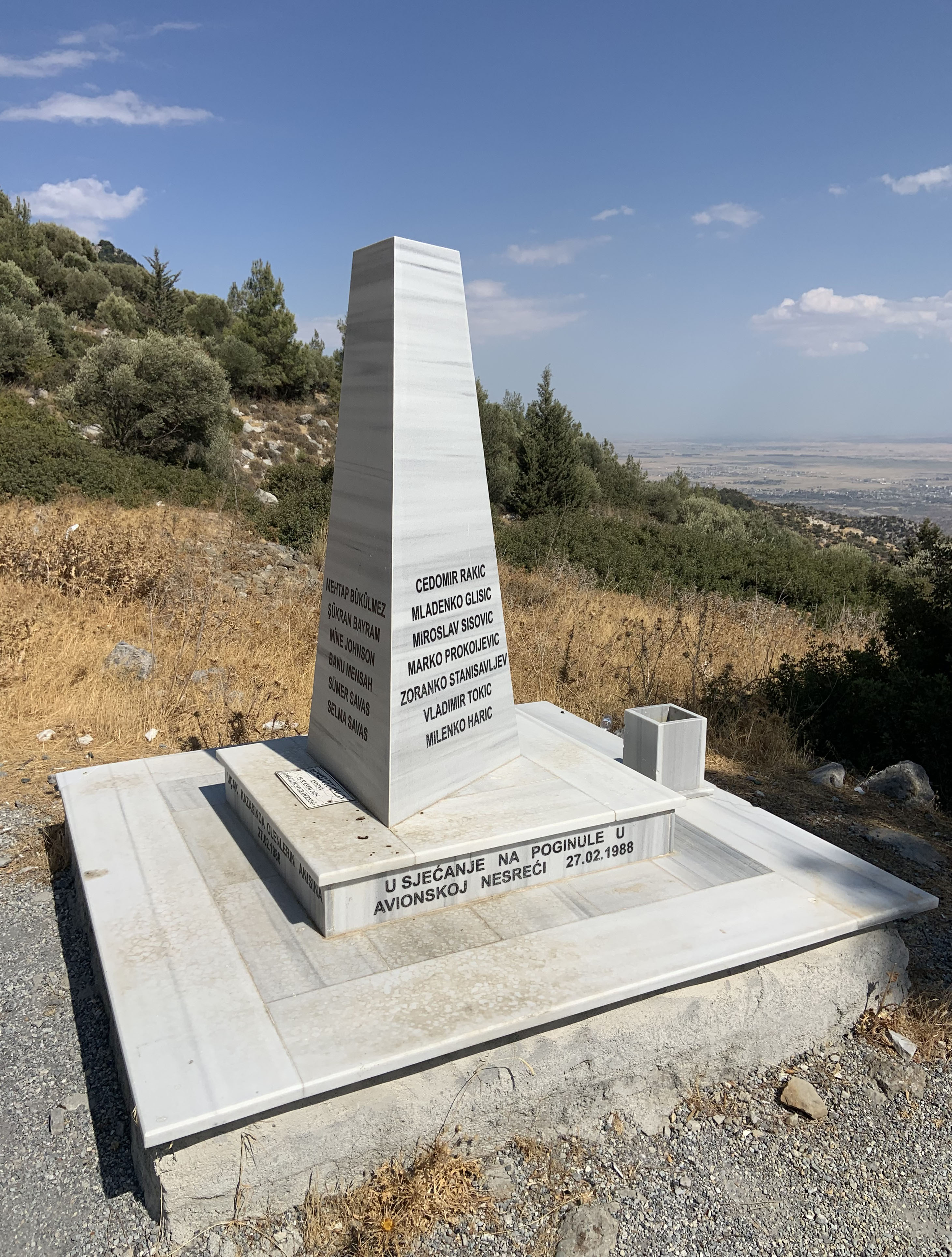
Mémorial en souvenir des victimes de l'accident.

Une enquête distincte a été menée en juin 1988, sur la mort des deux membres du personnel britannique présent à bord. Une grande partie de l'épave a été laissée sur le lieu du crash et y repose encore de nos jour.